# Slon miluje svini
Slon miluje svini (v anglickém originále An Elephant Makes Love to a Pig) je pátý díl první řady amerického komediálního animovaného televizního seriálu Městečko South Park.

## Děj
Zatímco Stana mlatí jeho starší sestra, jeho přátelé se upínají k myšlence spojit DNA Kyleova slona s Ericovým vietnamským prasetem, aby vytvořili slonoprase či malého slona, který by se vešel do domácnosti. Navštíví Southparkský ranč genového inženýrství, kde Stanovi jeho ředitel odebere krev. Klukům se tam přestává líbit a jdou pryč. Ve školní jídelně přednesou nápad Šéfovi, který je vyslechne a pomůže jim opít oba mazlíčky, kteří se do sebe za jeho a Eltonova zpěvu zamilují. V ranči stvoří Stanova klona, který po vandalizování ve městě zamíří do Stanova domu, kde se ho podaří řediteli zneškodnit. Přes nemalé rozdíly nikdo nepozná, že se nejednalo o Stana, ale vinu na sebe vezme jeho sestra, která ho však nepřestává šikanovat. I když se očekávalo, že se narodí kříženec prasete a slona, vznikl kříženec prasete a pana Garrisona. Chlapci přesto získávají první cenu za projekt.)